# Cordón Torre
El cordón Torre o cordón del Torre. es un cordón montañoso casi totalmente cubierto de hielo que se encuentra administrativamente en la región de Magallanes y de la Antártica Chilena en su parte chilena y en la provincia de Santa Cruz en la argentina.
Se encuentra al este del circo de los Altares y al oeste del monte Fitz Roy.
Forma parte del sitio natural Cordillera del Chaltén del parque nacional Bernardo O'Higgins en su parte chilena y del parque nacional Los Glaciares en su parte argentina, se encuentra dentro de la zona en litigio entre Chile y Argentina en el campo de hielo patagónico sur.

## Montañas
Las siguientes montañas forman parte del cordón montañoso:
- Cerro Domo Blanco
- Aguja CAT
- Aguja Cuatro Dedos
- Perfil del Indio
- Torre Inti
- Torre Atchachila
- Torre Pachamama/Punta Philip
- Aguja Bífida
- Cerro Standhardt
- Punta Herón
- Torre Egger
- Cerro Torre